# Morski Instytut Rybacki

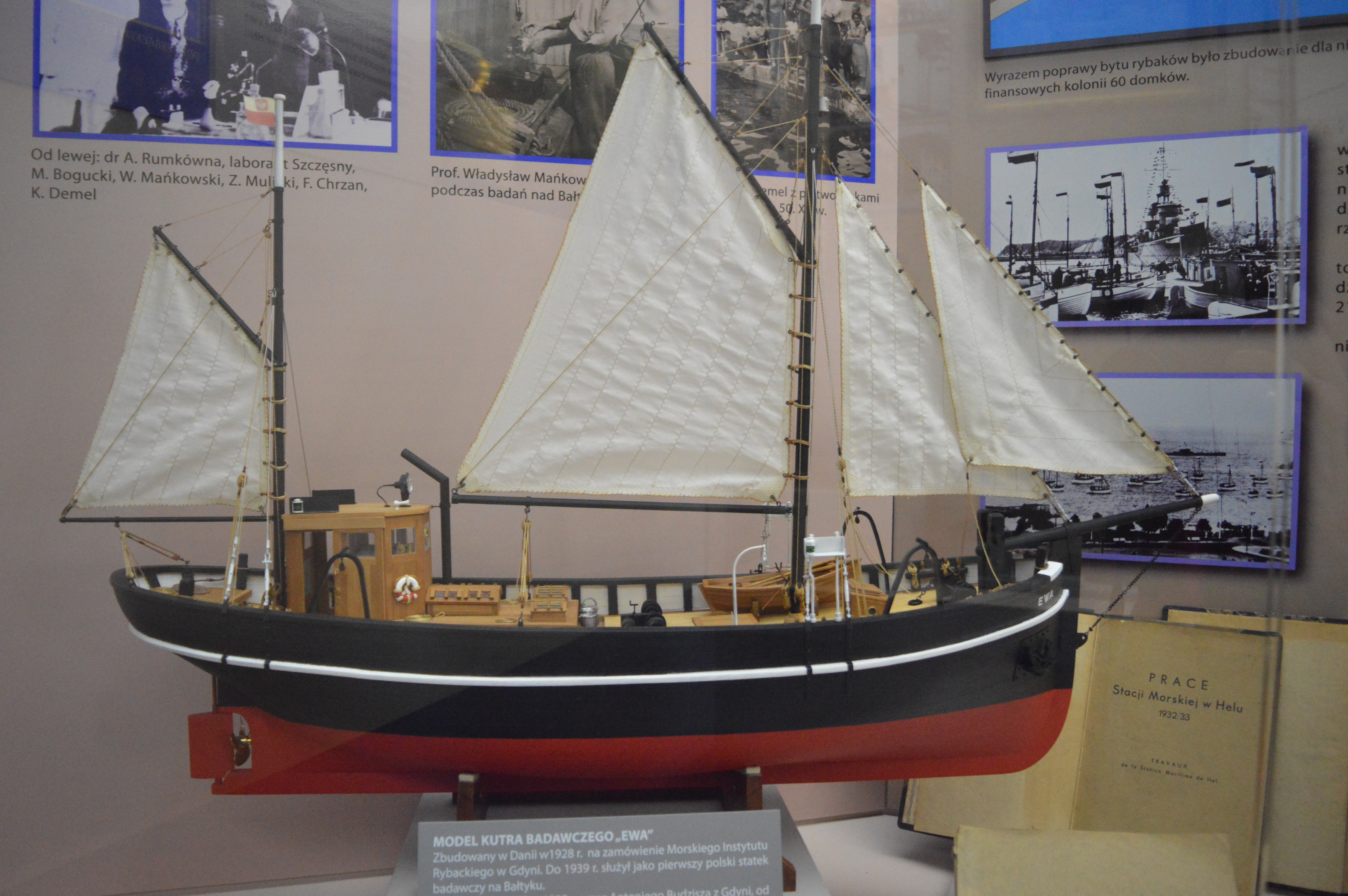
Kuter badawczy „Ewa” – pierwszy polski statek badawczy. Używany w latach 1928-1939

Morski Instytut Rybacki – Państwowy Instytut Badawczy – instytut badawczy podległy Ministerstwu Rolnictwa i Rozwoju Wsi, od 2011 posiadający status Państwowego Instytutu Badawczego. Jest to najstarsza placówka badań morskich w Polsce.
Początkiem działalności Instytutu był rok 1921, w którym to powstało Morskie Laboratorium Rybackie na Helu zajmujące się badaniami z zakresu hydrologii oraz biologii morza. Obecnie siedziba Instytutu mieści się w Gdyni.

## Zakres działalności
Do misji Morskiego Instytutu Rybackiego - PIB w Gdyni należy rozwój potencjału naukowego oraz eksperckiego, których celem jest określanie wpływu człowieka, w tym w szczególności rybołówstwa na morskie ekosystemy, jak również oddziaływania czynników naturalnych na rybołówstwo. 
Nadzór nad Morskim Instytutem Rybackim pełni Ministerstwo Gospodarki Morskiej i Żeglugi Śródlądowej. Podstawą finansowania działalności statutowej Instytutu są fundusze przyznawane przez Ministerstwo Nauki i Szkolnictwa Wyższego. Ponadto dodatkowe środki finansowe MIR pozyskuje poprzez Wieloletni Program Zbierania Danych Rybackich finansowany przez Komisję Europejską i Ministerstwo Rolnictwa i Rozwoju Wsi, projekty badawcze finansowane przez MNiSW oraz Programy Ramowe Unii Europejskiej, usługi naukowe świadczone dla instytucji i przedsiębiorstw w kraju i zagranicą oraz własną działalność gospodarczą.
Bardzo ważne znaczenie dla MIR ma międzynarodowa współpraca, koordynowana przez Międzynarodową Radę Badań Morza (ICES),  prowadzenie badań niezbędnych do realizacji przez Polskę oraz członkostwo Dyrektora MIR w EFARO – Europejskim Stowarzyszeniu Instytutów Badawczych Rybołówstwa i Akwakultury.

## Zakłady Naukowe MIR-PIB
- Zakład Zasobów Rybackich
- Zakład Oceanografii Rybackiej i Ekologii Morza
- Zakład Technologii i Mechanizacji Przetwórstwa
- Zakład Chemii Żywności i Środowiska
- Zakład Ekonomiki Rybackiej

## Inne struktury organizacyjne MIR-PIB
Do MIR-u należy:
- Akwarium Gdyńskie, którego zadaniem jest popularyzacja wiedzy o środowisku morskim,
- Stacja Badawcza w Świnoujściu, która jest zapleczem do badań środowiska oraz zasobów rybnych Zalewu Szczecińskiego i Zatoki Pomorskiej,
- Zakład Sortowania i Oznaczania Planktonu w Szczecinie, świadczący usługi naukowo-techniczne dla instytucji zagranicznych, głównie USA.

MIR jest armatorem i współwłaścicielem RV Baltica – statku badawczego przystosowanego do badań oceanograficzno-rybackich i meteorologicznych na obszarze Morza Bałtyckiego.

## Osiągnięcia i sukcesy MIR-PIB
- Opracowanie w Zakładzie Zasobów Rybackich i wdrożenie do stosowania selektywnego worka dorszowego o oczku obróconym o 90° zwanego workiem T90. Worek ten został wprowadzony rozporządzeniem Komisji Europejskiej z grudnia 2005 roku jako standardowe selektywne narzędzie do stosowania w rybołówstwie Morza Bałtyckiego.
- Zaprojektowanie w Zakładzie Technologii i Mechanizacji Przetwórstwa stołowej przecinarki ości w filetach, która została nagrodzona podczas The Belgian and International Trade Fair for Technological Innovation w Brukseli oraz dyplomem od Ministra Nauki i Szkolnictwa Wyższego podczas XVII Giełdy Wynalazków Nagrodzonych na Światowych Wystawach Wynalazczości w 2009 roku, a także medalem brązowym na Targach Wynalazczości Concours Lepine 2010 w Paryżu.
- Uhonorowanie  w roku 2009 Morskiego Instytutu Rybackiego w Gdyni przez Puls Biznesu tytułem Gazeli Biznesu za doskonałe wyniki finansowe i rzetelność wobec Skarbu Państwa.
- Zajęcie pierwszego miejsca  w grupie jednorodnej G7 (Inżynieria i ochrona środowiska, technologie środowiskowe, rolnicze i leśne) oraz uzyskanie kategorii A na podstawie wyników oceny parametrycznej przeprowadzonej przez MNiSW za lata 2005-2009.